# Jutta Seidel (Bürgerrechtlerin)
Jutta Seidel (* 27. Oktober 1950 in Brandenburg an der Havel, Brandenburg) ist eine deutsche Zahnärztin und Bürgerrechtlerin. Sie gehörte in den 1980er Jahren der DDR-Opposition an. 1982 war sie Mitgründerin der „Frauen für den Frieden“ und 1989 des Neuen Forums.

## Leben und Wirken
Jutta Seidel, geborene Seeger, ließ sich parallel zum Abitur als Krankenschwester ausbilden und studierte in Berlin Zahnmedizin. Hier war sie in der Evangelischen Studentengemeinde aktiv. Seit 1975 ist sie mit dem Arzt Eberhard Seidel verheiratet.
1982 war sie Mitbegründerin des unabhängigen Netzwerks „Frauen für den Frieden“. 1984 waren sie und ihr Mann Mitbegründer des Arbeitskreises „Ärzte für den Frieden“, der sich als unabhängiges Gegenstück zur SED-hörigen DDR-Sektion der IPPNW verstand und sich auf den Friedenswerkstätten in der Erlöserkirche in Berlin-Rummelsburg präsentierte. Das Ministerium für Staatssicherheit verhörte sie Ende 1983 wegen ihrer Aktivitäten bei den Friedensfrauen und führte gegen sie ein Ermittlungsverfahren wegen des Verdachts auf landesverräterische Nachrichtenübermittlung und den Operativen Vorgang „Kreuzfahrer“. 1989 war sie eine der Initiatorinnen des Neuen Forums und beantragte gemeinsam mit Bärbel Bohley, mit der sie bereits seit den gemeinsamen Aktivitäten bei den „Frauen für den Frieden“ zusammenarbeitete, die offizielle Zulassung dieser Bürgerbewegung. Über ihre Nachbarin, die Schauspielerin Jutta Wachowiak, regte sie die Künstler des Deutschen Theaters an, die große Protestdemonstration am 4. November 1989 in Ost-Berlin zu organisieren. 1990 wirkte sie neben ihrer Arbeit als Zahnärztin in der AG Sicherheit des Zentralen Runden Tisches mit. Von 1991 bis 1992 war sie Vorstandsmitglied der gesamtdeutschen IPPNW.

## Auszeichnungen
- 26. Mai 2000 Nationalpreis der Deutschen Nationalstiftung als Erstunterzeichnerin des Gründungsaufrufs des Neuen Forums
- 1. Oktober 2022: Verdienstorden des Landes Berlin[1]